# Lactarius quietus
Lactarius quietus (Elias Magnus Fries, 1821 ex Elias Magnus Fries, 1838) din încrengătura Basidiomycota în familia Russulaceae și de genul Lactarius, este o specie de ciuperci comestibile de valoare culinară foarte scăzută, denumită în popor lăptuca ploșnițelor. Acest burete foarte răspândit de la câmpie la munte coabitează, fiind un simbiont micoriza (formează micorize pe rădăcinile arborilor). În România, Basarabia și Bucovina de Nord crește fără pretenție la sol în șiruri sau cercuri mari (câteodată apară chiar exemplare contopite), în păduri de foioase, plantații forestiere și parcuri strict numai sub stejari. Timpul apariției este din (mai) iunie până în noiembrie.
Epitetul  buretelui este derivat din cuvântul latin (latină quietus=calm, liniștit, pașnic, comportament calm etc.), fiind probabil numit astfel datorită suprafeței mate, „liniștite” și colorației puțin bătătoare la ochi.

## Taxonomie
Specia a fost descrisă de prima dată sub denumirea Agaricus quietus de renumitul savant suedez Elias Magnus Fries în volumul 1 al operei sale Systema mycologicum din 1821. Apoi, în 1838, tot Fries a transferat soiul la genul Lactarius sub păstrarea epitetului, de verificat în cartea sa Epicrisis systematis mycologici, seu synopsis hymenomycetum. Acest taxon este valabil până în prezent (2019).
Încercările de redenumire ale micologilor germani Paul Kummer în Galorrheus quietus (1871) și Otto Kuntze în Lactifluus quietus (1891) sunt acceptate sinonim dar nefolosite, fiind astfel neglijabile.

## Fitonime românești
Constantin Drăgulescu confirmă în cartea sa „Dicționar de fitonime românești” din 2018, 233 de menționări sub denumirea lăptar de fag care însă nu este corectă, fiindcă Lactarius quietus se dezvoltă exclusiv sub stejari. Soiul a fost/este confundat probabil cu Lactarius subdulcis care crește preponderent sub fagi și miroase de asemenea de afide.

## Descriere

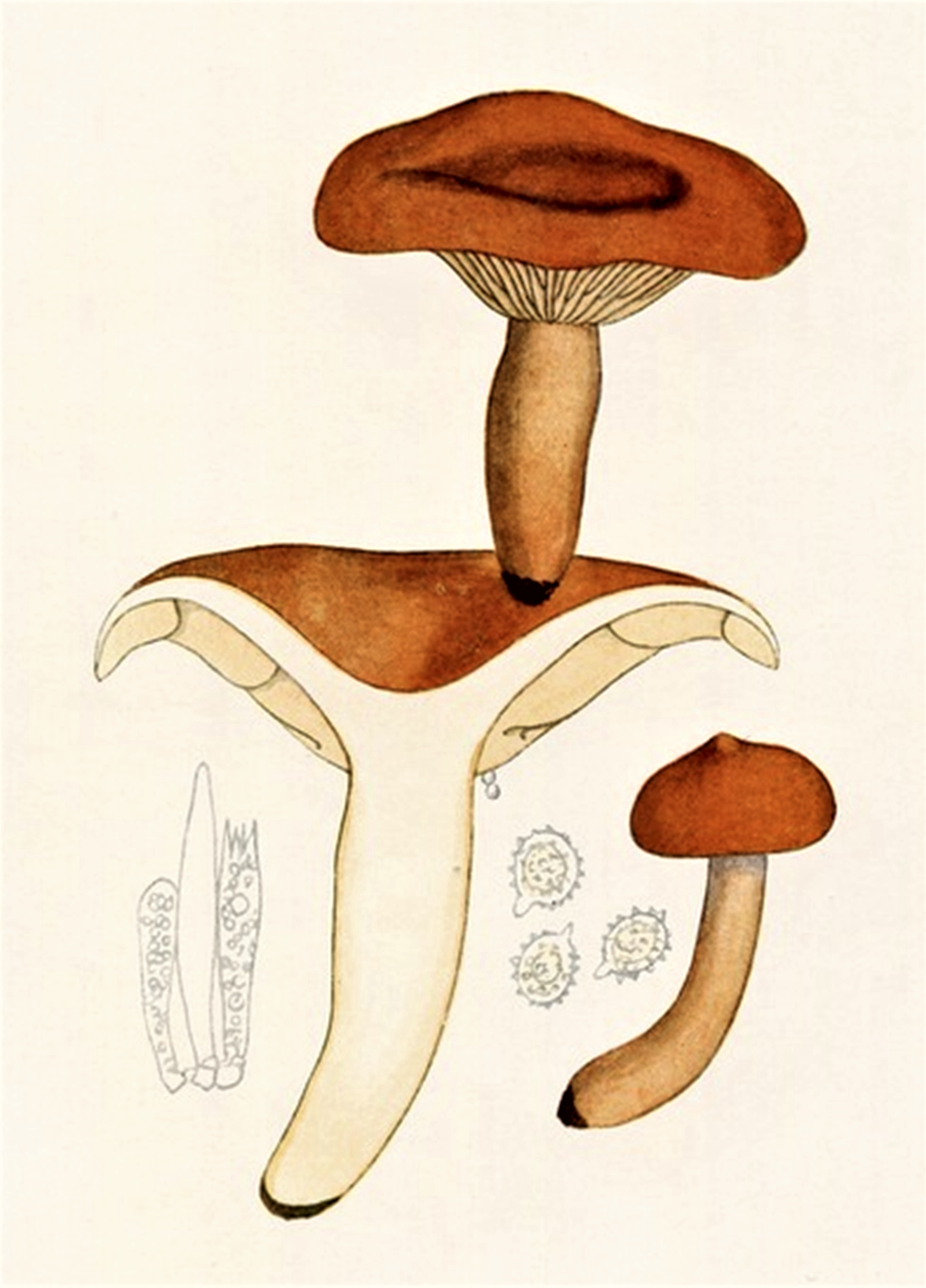
Bres.: Lactarius quietus

- Pălăria: are un diametru de 3–8 (12) cm, este cărnoasă, fragilă, în stadiu foarte timpuriu boltită (în acest stadiu prevăzută câteodată chiar cu o cocoașă mică și ascuțită), dar repede aplatizată și adâncită în centru. Marginea fără caneluri rămâne răsfrântă spre picior până la sfârșit. Cuticula este netedă, uscată și mată. Coloritul variază și poate fi brun-portocaliu, brun-roșiatic, brun de scorțișoară sau brun de alun. Prezintă zone deschise și brumate, orânduite concentric și mai mult sau mai puțin pronunțate.
- Lamelele: sunt subțiri, arcuite, care stau foarte înghesuite, cu lameluțe intercalate de la margine precum, începând deja la picior, clar bifurcate. Ele sunt inițial aderate orizontal la picior, lungindu-se în vârstă și devenind slab decurente de-a lungul lui. Coloritul este la început albicios până crem, dar schimbă mai târziu spre palid brun-roșcat. La leziune se colorează în roșu de vin. Muchiile netede sunt pe alocuri pătate brun.
- Piciorul: destul de puternic cu o înălțime de 3-7 cm și o lățime de 0,8-2 cm, este neted, uscat, mai mult sau mai puțin cilindric precum subțiat slab spre vârf și bază, fiind tânăr plin și la bătrânețe împăiat pe dinăuntru. Suprafața este de culoare asemănătoare cu cuticula, baza fiind mai închisă precum țesălat-pâsloasă. Nu prezintă o zonă inelară.
- Carnea: destul de compactă este albicioasă până maro deschis, la bază maronie, schimbând sub presiune spre roșu de vin cu nuanțe brune. Gustul este inițial dulceag, devenind cu avansarea în vârstă destul de amar și mirosul este ceva rânced, ca cel al afidelor sau a altor hemiptere.
- Laptele: este de gust blând, alb până gălbui deschis, care se colorează odată uscat deschis galbeni-verzui.[3][4]
- Caracteristici microscopice: are spori rotunjori până slab elipsoidali cu un por de germen, ușor amilozi (ce înseamnă colorabilitatea structurilor tisulare folosind reactivi de iod), hialini (translucizi), suprafața fiind crestat- reticulată, presărată de negi de 0,5-1 µm. Au o mărime de 7-9 x 6-7 microni. Pulberea lor este slab gălbuie. Basidiile cu în mod normal 4 sterigme fiecare sunt cuneiforme și măsoară 40-45 x 6-9 microni. Cistidele (celule de obicei izbitoare și sterile care pot apărea între basidii și himen, stratul fructifer): puținele cheilo-cistide sunt cunei- până fusiformecu 30-55 x 5,5-7 microni, iar pleuro-cistidele rare sunt mai lungi, fusiforme în formă de sulă cu 30–75 x 4–9 microni. Cuticula constă din hife întrețesute neregulat de 3-10 µm care sunt divizate în multe segmente scurt-celulare în partea de jos.[11][12]
- Reacții chimice: Ciuperca se colorează cu anilină de fenol purpur-liliaceu, apoi violet-negricios, cu guaiacol imediat gri-roz, mai târziu roșu de vin, cuticula și carnea cu Hidroxid de potasiu slab gri-ocru, cu fenol mai întâi gri-măsliniu, căpătând apoi diverse nuanțe de roșu și în sfârșit violet-negricios, dar lamelele gri-roz, carnea cu sulfat de fier gri-cenușiu, iar după vreo 10 ore gri-negricios și cuticula, carnea precum lamelele cu tinctură de Guaiacum încet gri-verzui.[13][14]

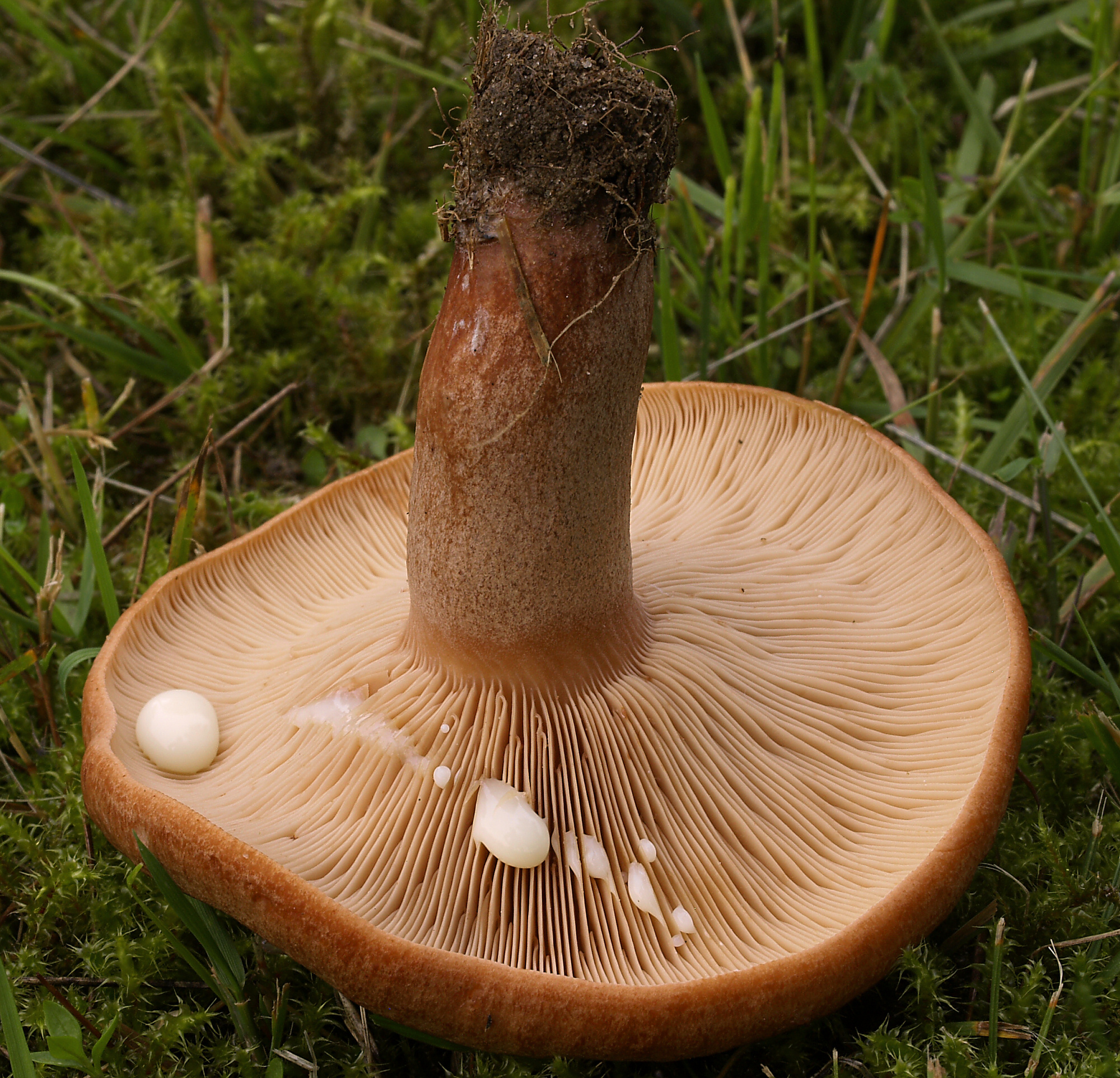
L. quietus, lamele, lapte și picior
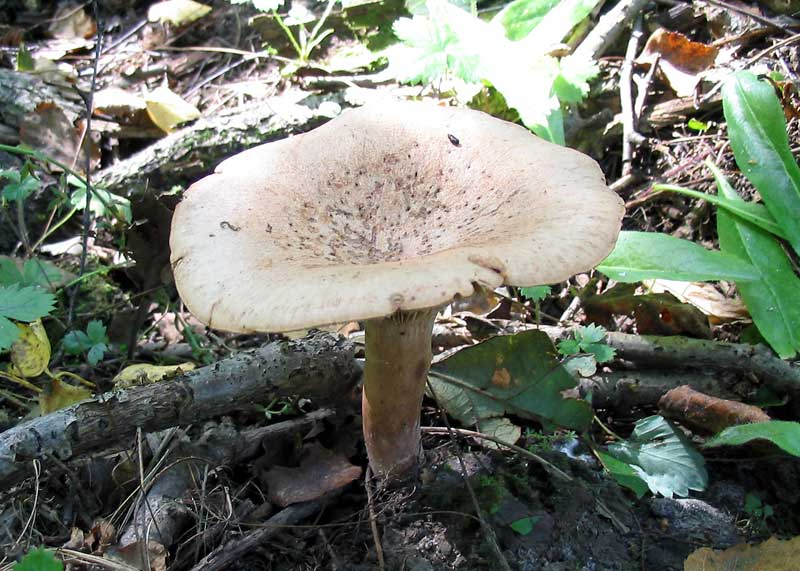
L. quietus bătrâni
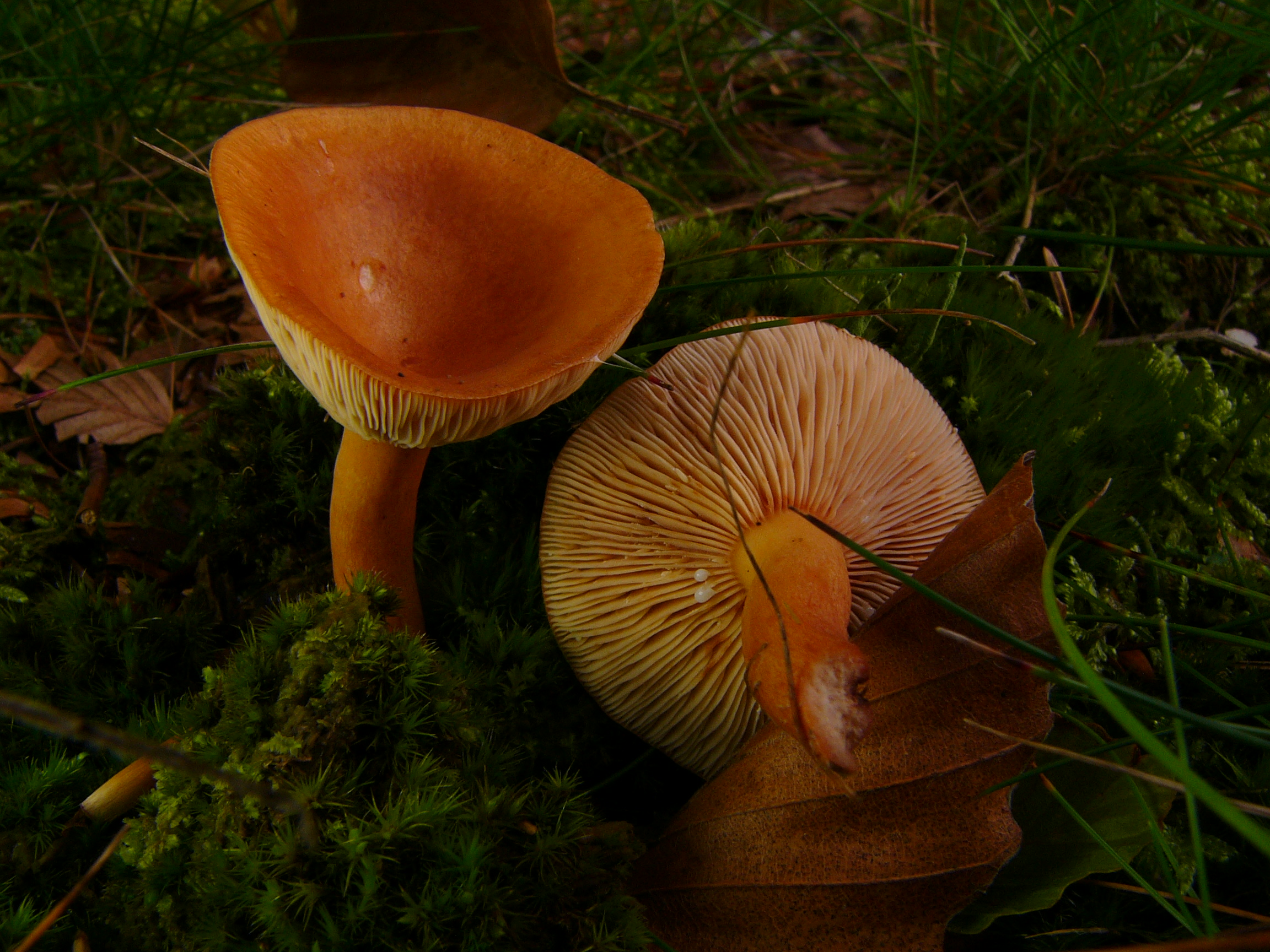
L. quietus contopiți

## Confuzii
Lăptuca ploșnițelor poate fi confundată cu mai multe specii Lactarius cu suc alb care aproape toate sunt necomestibile, de exemplu: Lactarius aurantiacus sin. Lactarius mitissimus (comestibil), Lactarius azonites (necomestibil),  Lactarius camphoratus (comestibil), Lactarius fuliginosus (necomestibil), Lactarius hysginus (necomestibil), Lactarius mammosus sin. Lactarius fuscus (necomestibil), Lactarius pterosporus (necomestibil), Lactarius rufus (necomestibil), Lactarius romagnesii (necomestibil), Lactarius serifluus (necomestibil), Lactarius subdulcis (comestibil), Lactarius subumbonatus (necomestibil) sau Lactarius tabidus (necomestibil).

## Specii asemănătoare

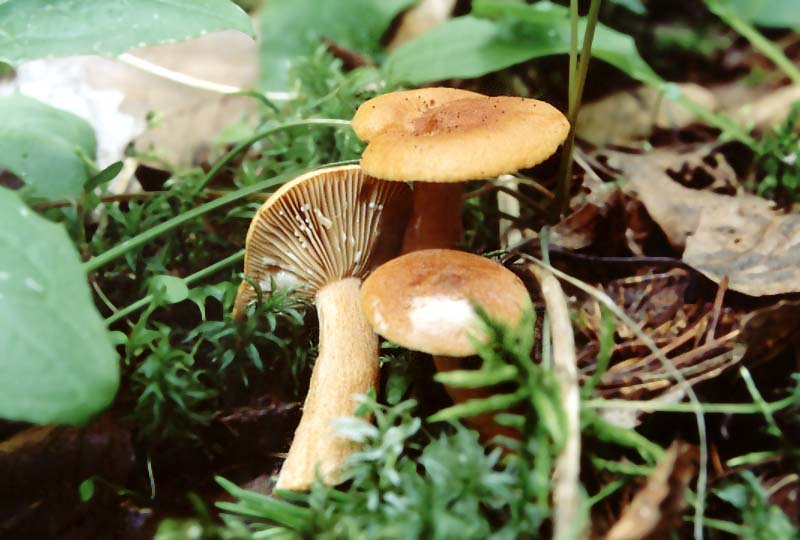
Lactarius aurantiacus sin. mitissimus
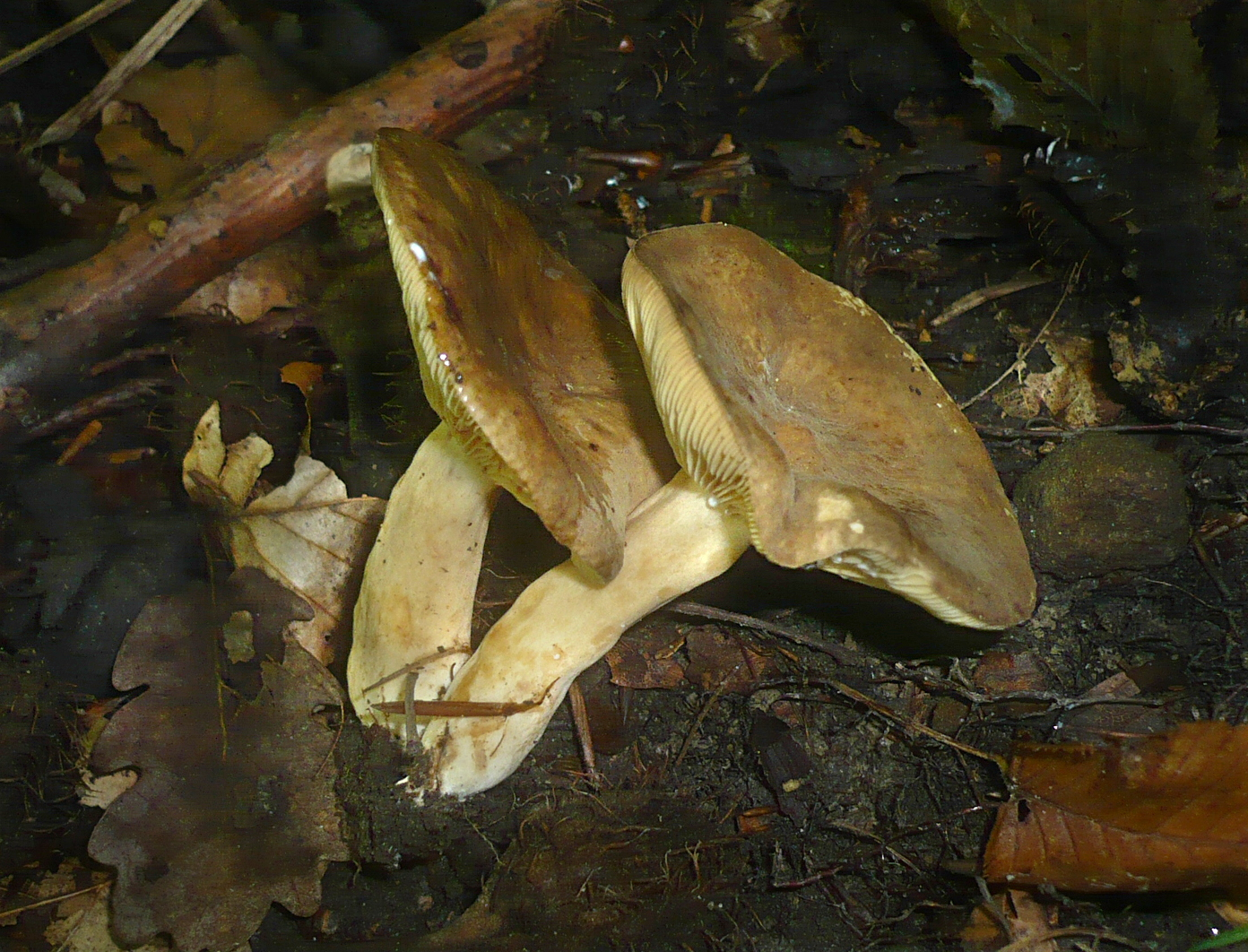
!Lactarius azonites!
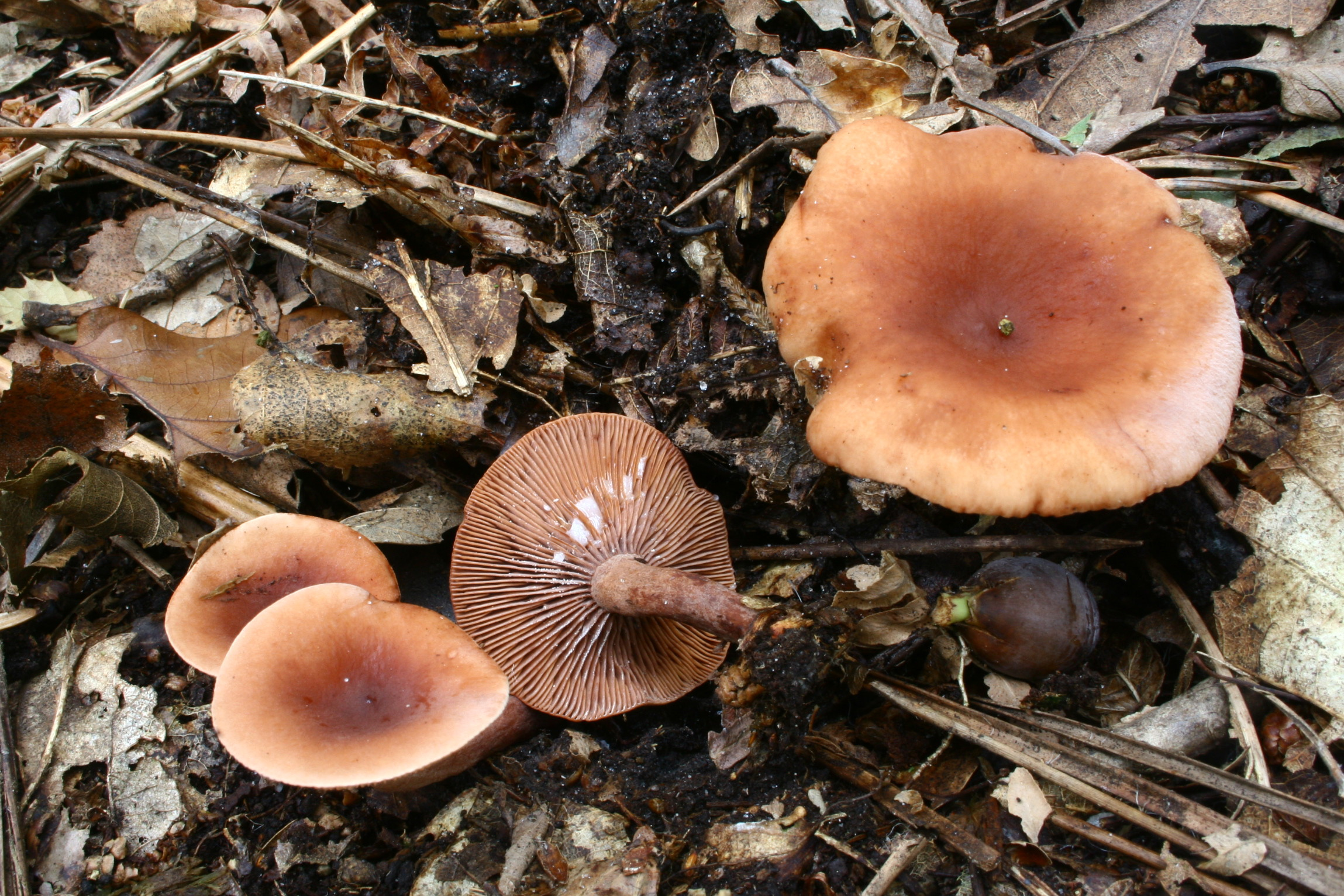
Lactarius camphoratus
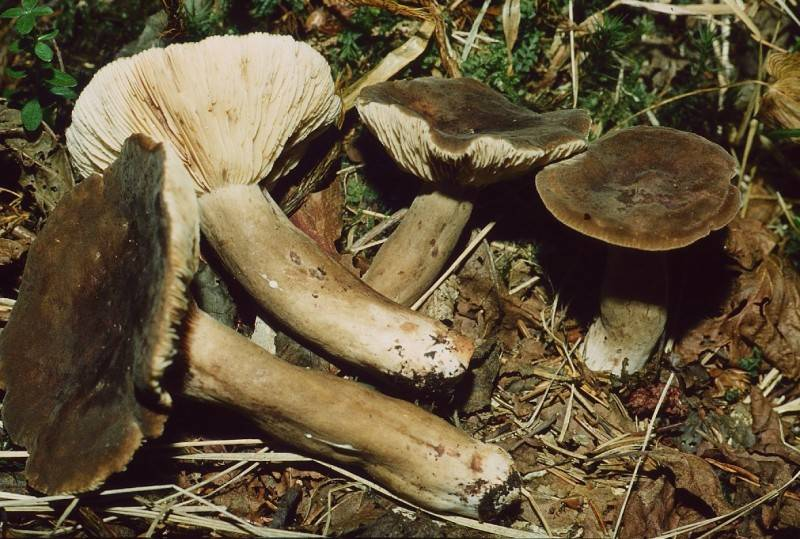
!Lactarius fuliginosus!
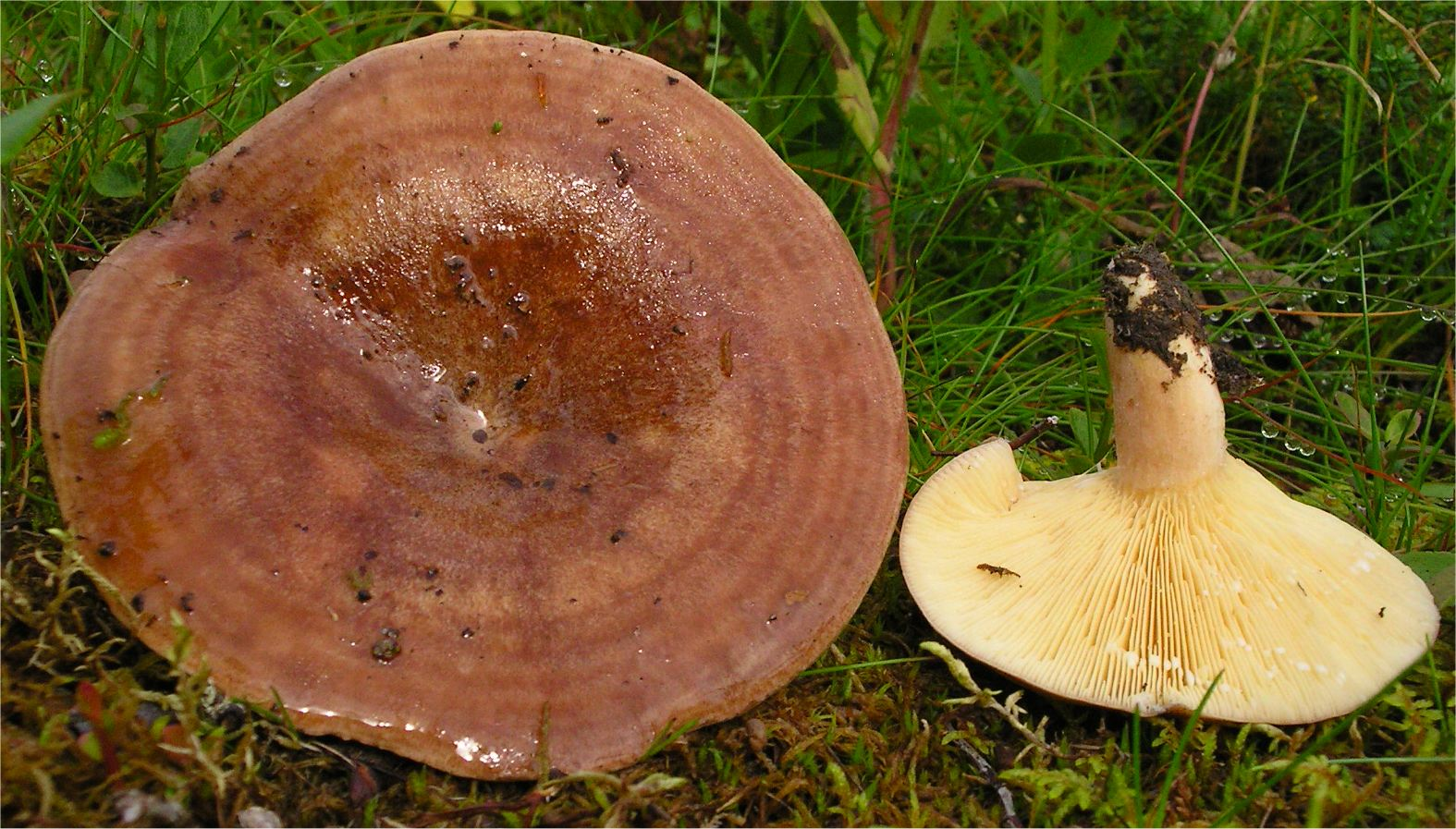
!Lactarius hysginus!
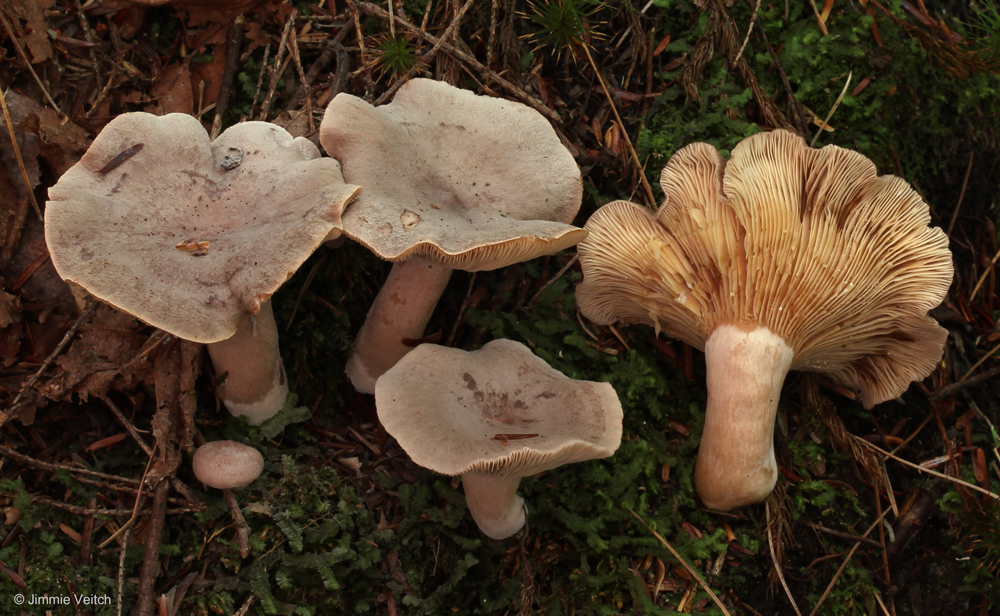
!Lactarius mammosus!
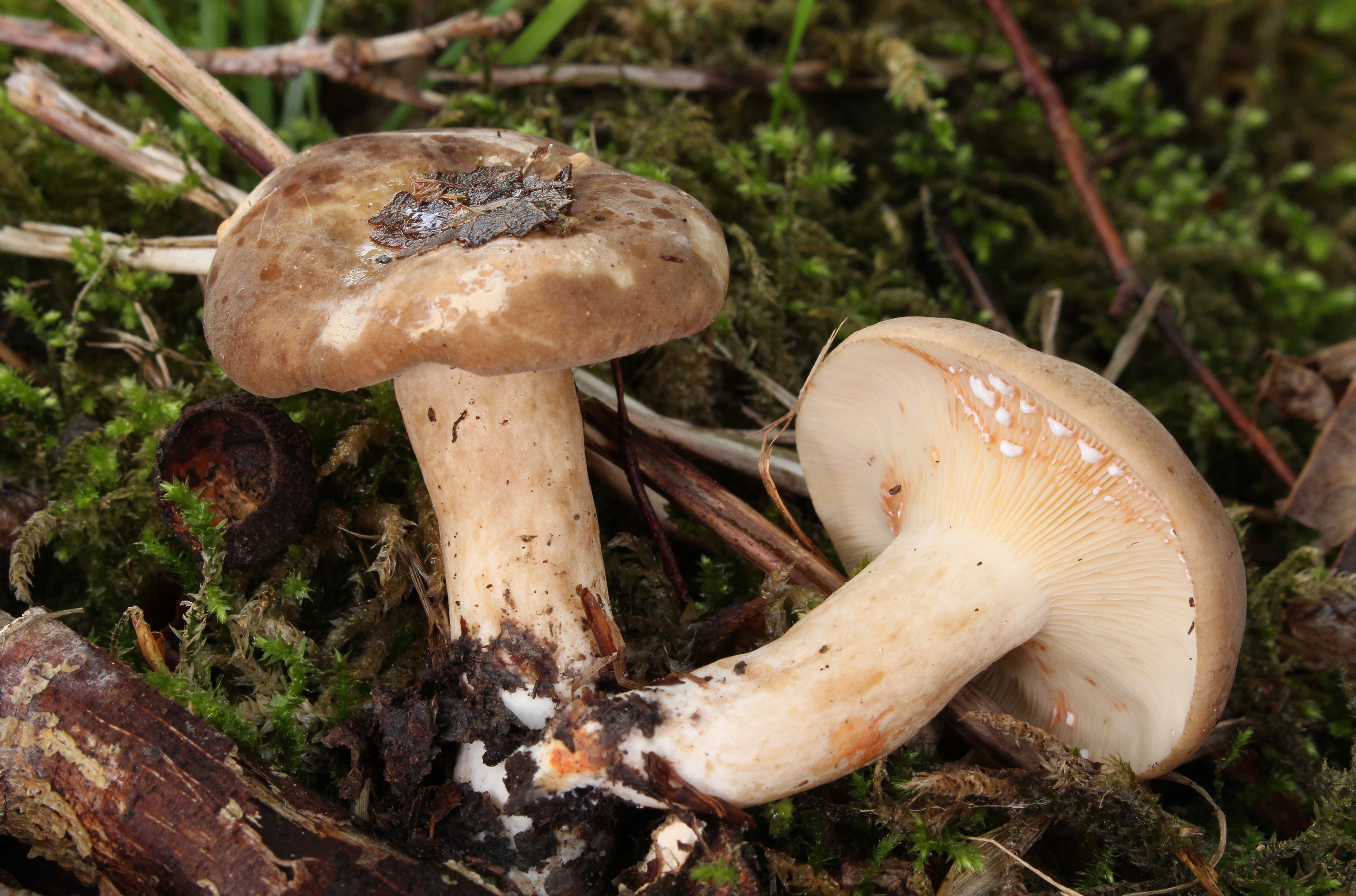
!Lactarius pterosporus!

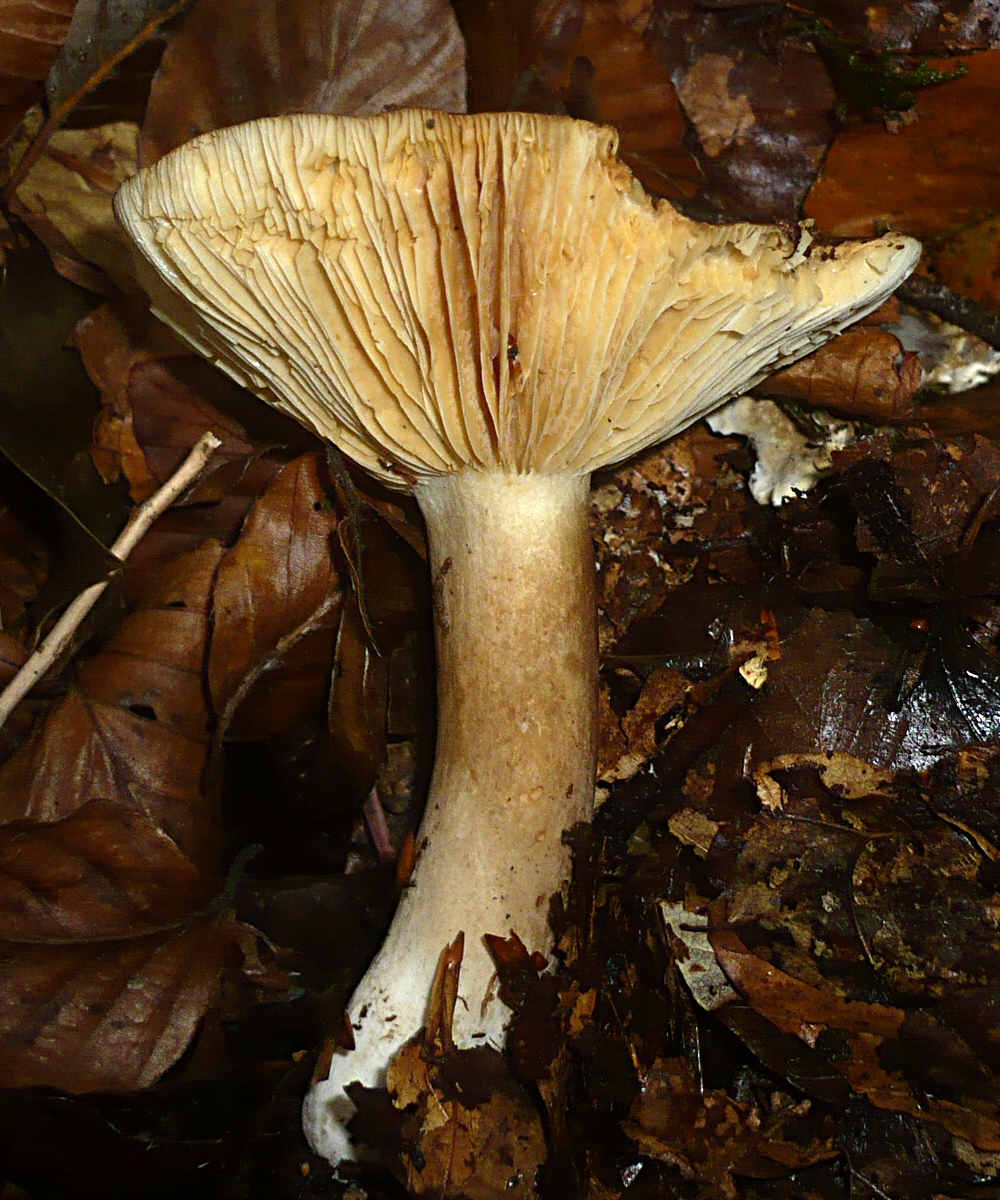
!Lactarius romagnesii!
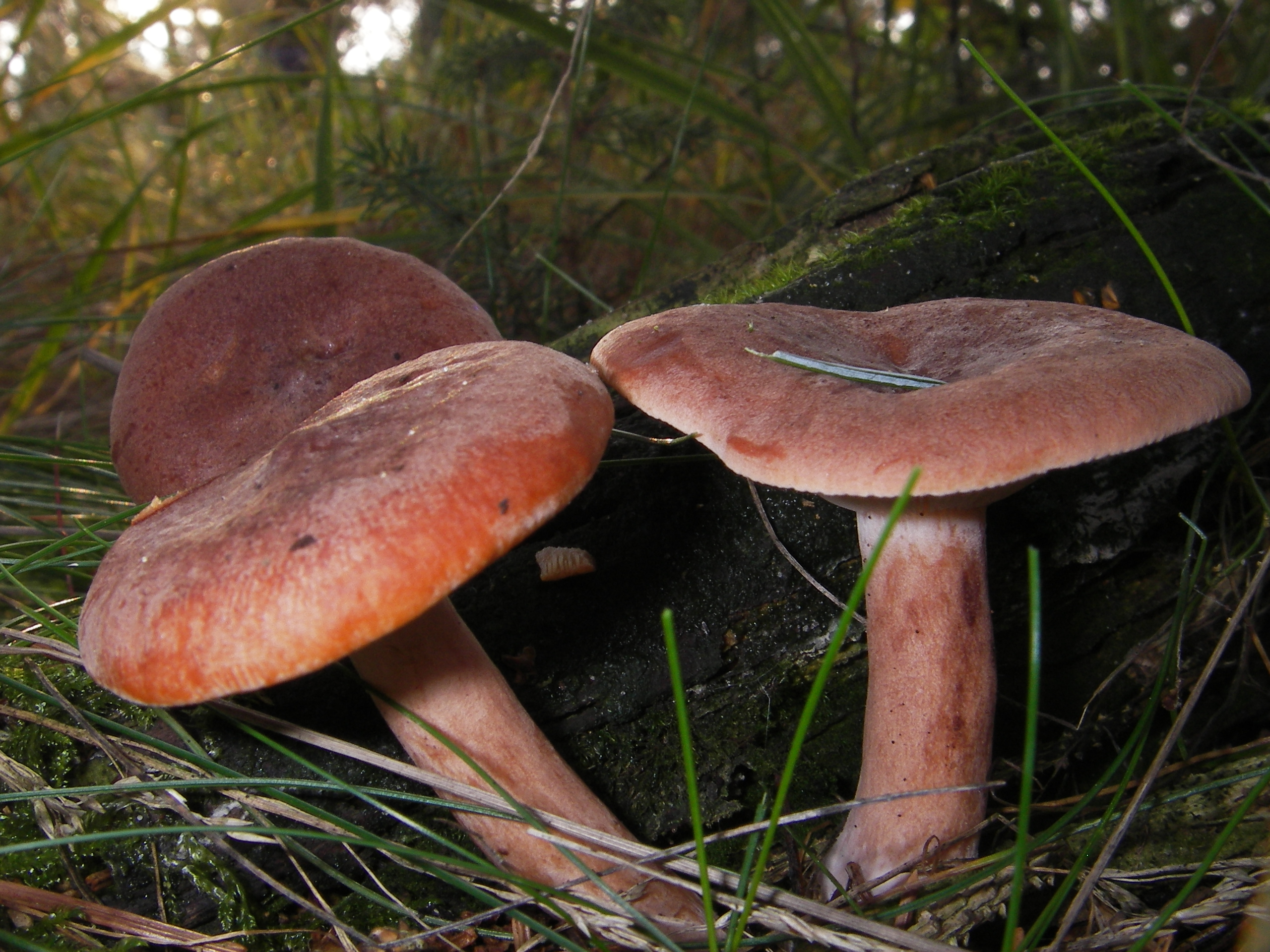
!Lactarius rufus!
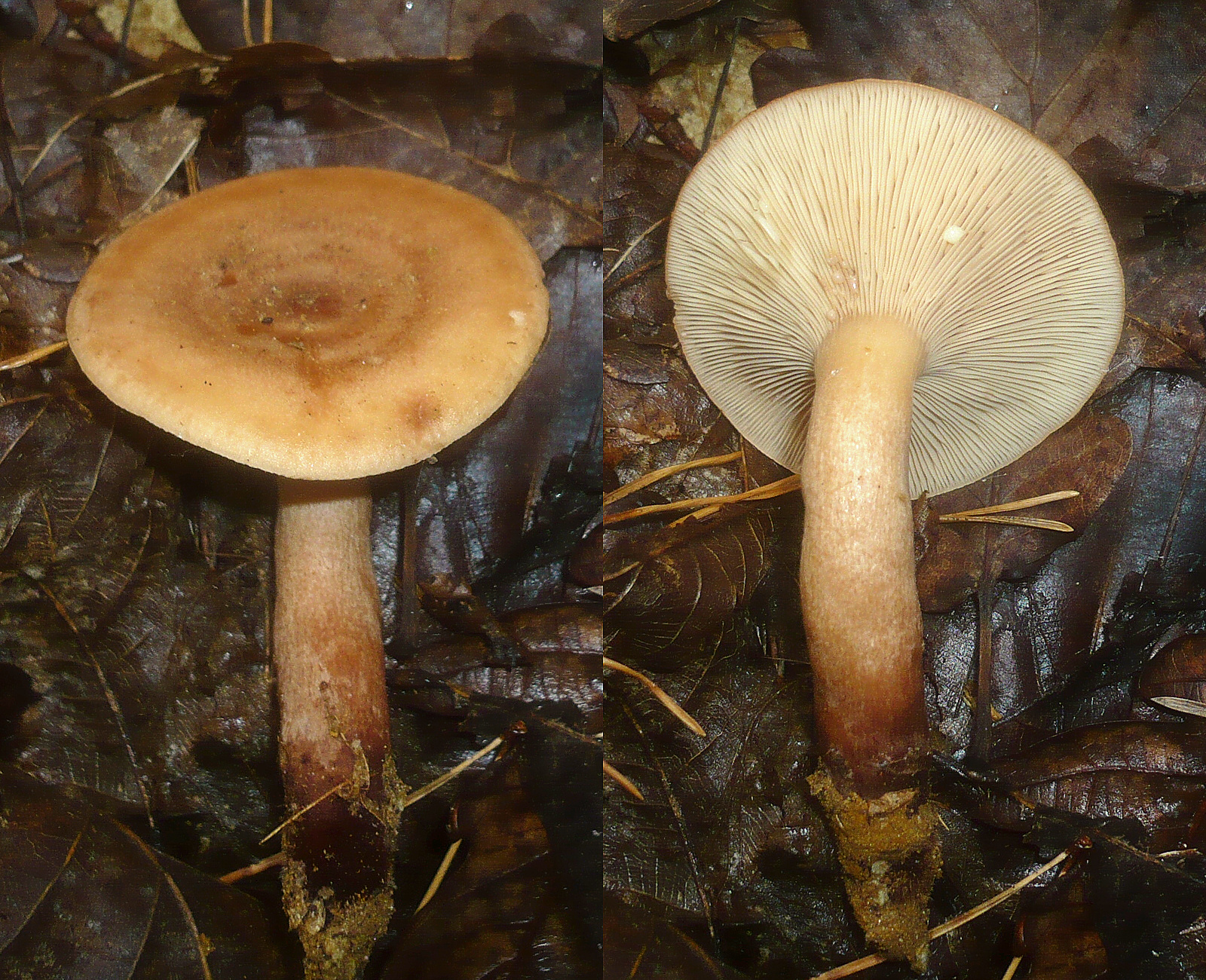
!Lactarius serifluus!
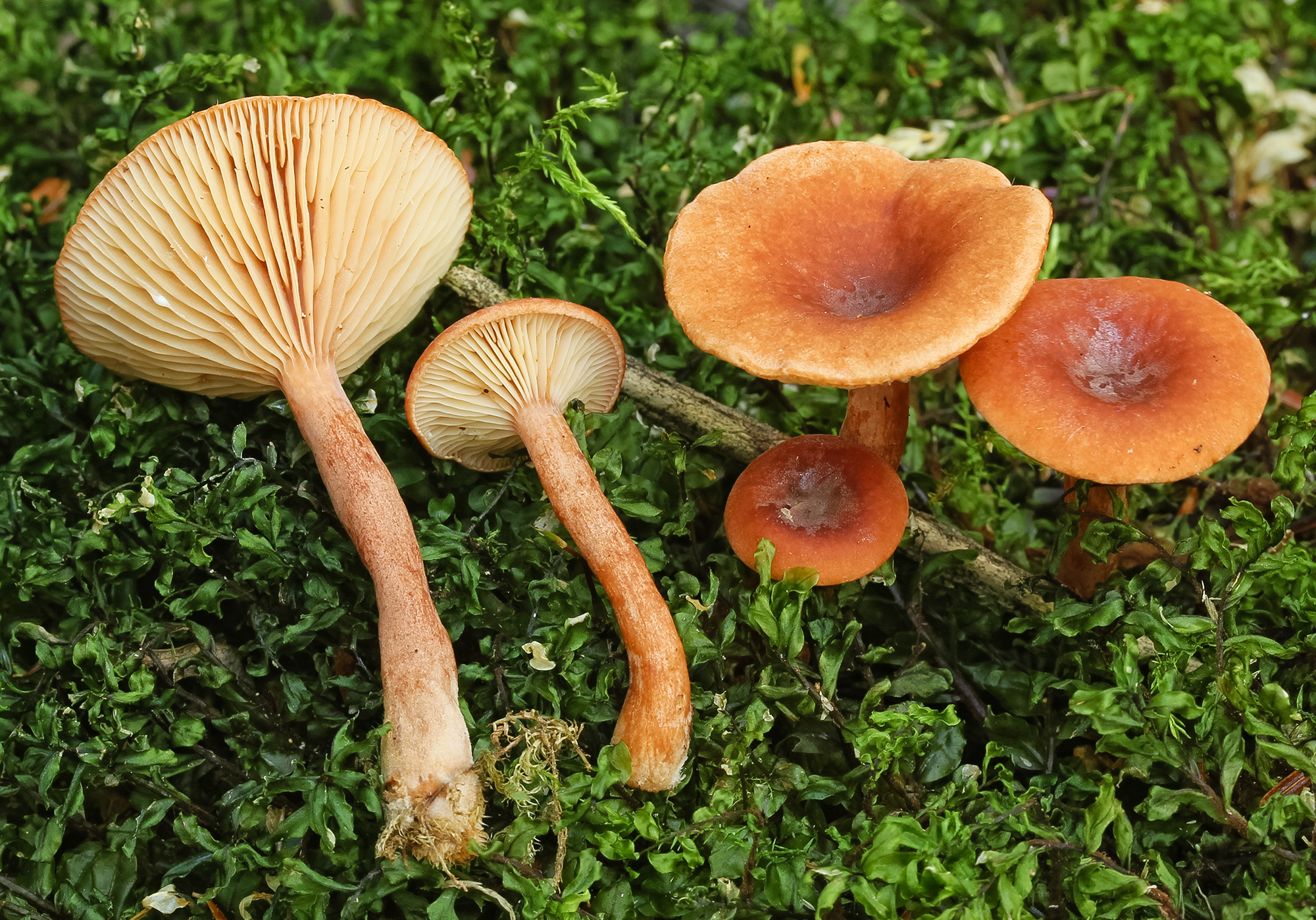
Lactarius subdulcis
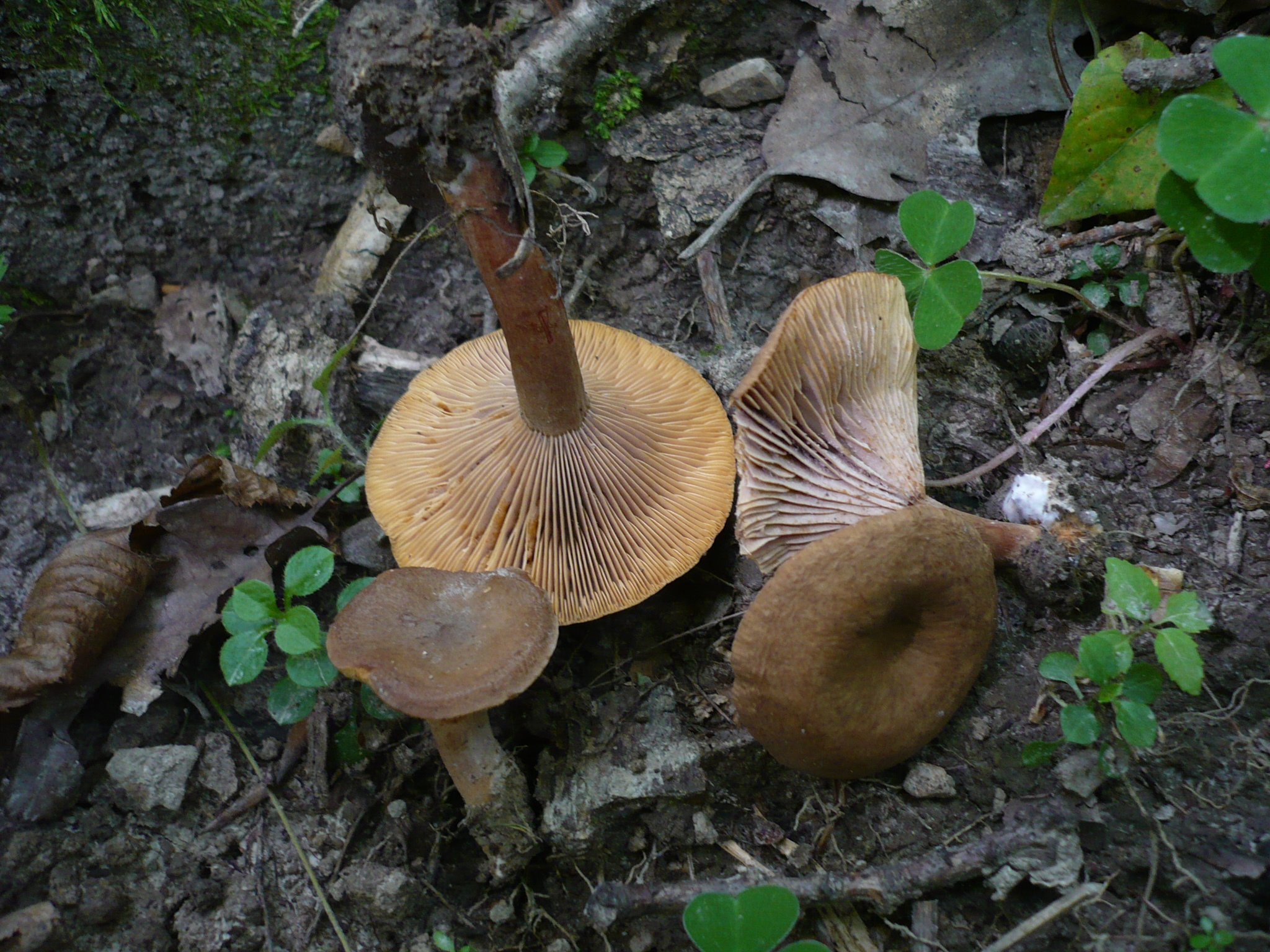
!Lactarius subumbonatus!
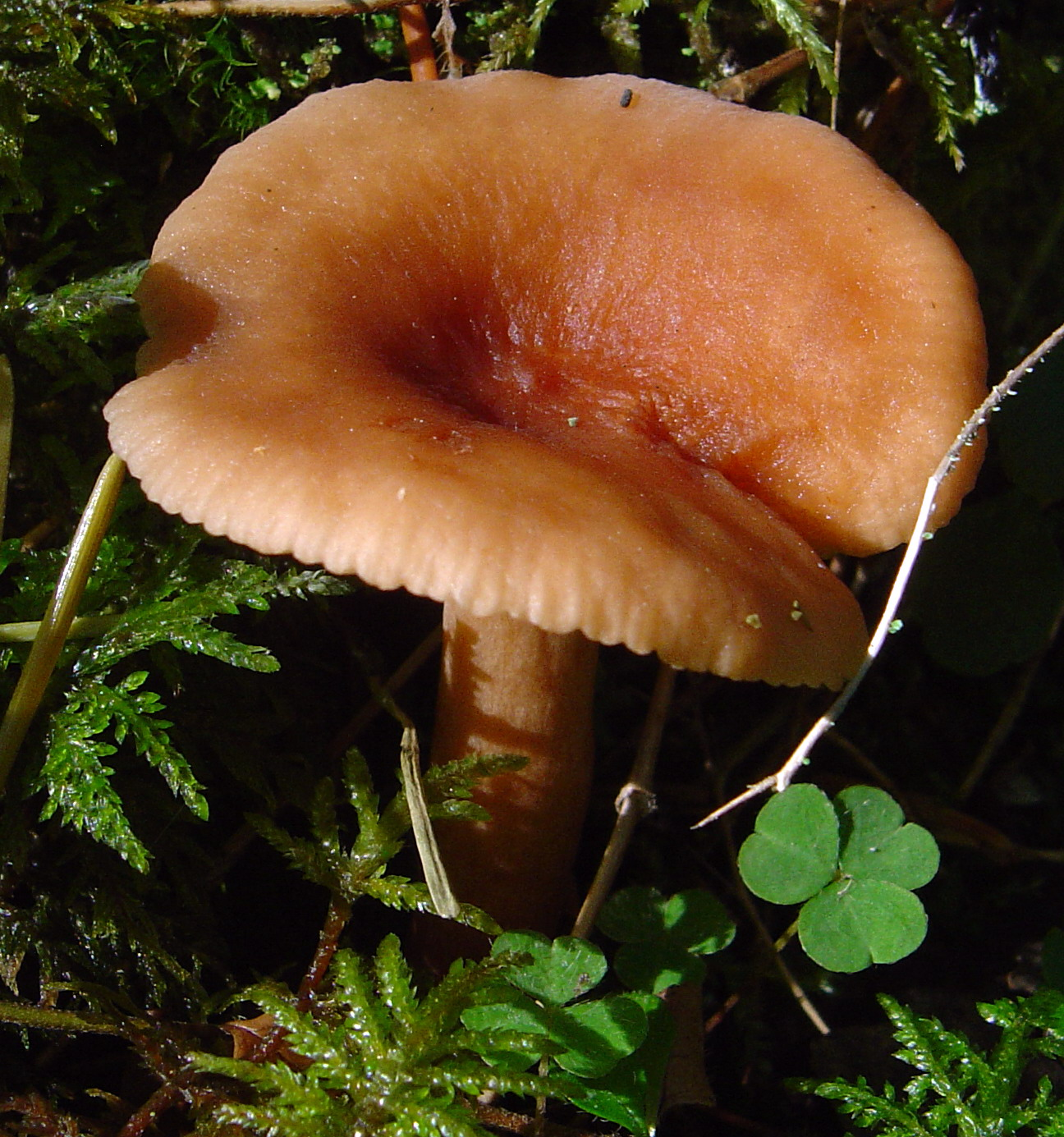
!Lactarius tabidus!

## Valorificare
Deși lăptuca ploșnițelor este comestibilădupă o tratare prealabilă adecvată (udare aprofundată sau/și opărire, apoi conservare în oțet sau ulei după prăjire), nu este o delicatesă, deoarece rămâne adesea ceva amară. Gustul nu se potrivește tuturor. În general se considerară, că poate fi folosită de asemenea în cantități mici, mixtă cu alte ciuperci. Trebuie, ca toți lăptarii, mereu prăjită și niciodată fiartă. Mirosul rânced se pierde prin prepararea.